# Стадсгусбрун
59°19′41″ пн. ш. 18°03′25″ сх. д. / 59.327968° пн. ш. 18.056891° сх. д.
Стадсгусбрун (швед. Stadshusbron — «Міст Ратуші»), раніше відомий як Нюа-Кунгсбрун (швед. Nya Kungsholmsbron — «Новий міст Кунгсгольма») — міст у центрі Стокгольма, Швеція, розташований на північ від Стокгольмської ратуші. 
Сполучає Норрмальм на східному березі з островом Кунгсгольмен на західному березі.
Міст є межею між озером Меларен та Клара-сйо («озеро Клара»),
Сильне зростання населення на Кунгсгольмені спричинило будівництво першого мосту на цьому місці в 1669 — 1672 роках. 
Це був понтонний міст завдовжки 500 м, на той час імовірно найдовший міст Європи. 
Вперше його перебудували в 1709 році, а вдруге — в 1766 — 1772 роках. 
Проте на той час протока була значно вужчою за рахунок засипок. 
Початковий міст був замінений на сталевий поворотний в 1868 році. 
Через будівництво Ратуші в 1917 — 1919 роках був побудований нинішній розвідний двостулковий міст завширшки 19 м. 
Розвідну секцію остаточно закрили в 1949 році 

У квітні 2012 року середню частину цього мосту замінили на нову сталеву конструкцію, оскільки термін його технічної служби був досягнутий. 
Таким чином, це шостий міст у цьому місці з 17 століття, що сполучає Норрмальм з Кунгсгольменом.
Нинішній міст бетонний завширшки 19 м і завдовжки приблизно 85 м, облицьований природним каменем. 
Міст був розроблений будівельним офісом Стокгольма за участі архітектора міської ради Рагнара Естберга. 
За виробництво відповідали Gutehoffnungshütte з Дуйсбургу (Німеччина) і Luth & Roséns Elektriska зі Стокгольма. 
Середня частина складається з низького арокового мосту зі сталі
Новий сталевий міст було замовлено з Польщі та перевезено з Гдині вантажним судном до Седертельє, а потім на баржі та буксирі через канал Седертельє та озеро Меларен до Ріддарфіардену в Стокгольмі. 
Під час Великодніх вихідних 2012 року нову сталеву конструкцію вагою 220 тонн було піднято на місці краном Lodbrok (максимальна вантажопідйомність Lodbrok становить 260 тонн). 
Таким чином, Стокгольм здобув свій шостий Стадсгусбрун. 
Термін служби бронзи оцінюється приблизно в 120 років.